# Iliasz
Az Iliasz (ógörögül: Ἰλιάς, IPA /iːliás/) Homérosz műve. A legnagyobb tekintélyű ókori görög eposz, a világirodalom egyik legjelentősebb alkotása. Ahogy azt rögtön a mű első soraiból megtudjuk („Haragot, istennő, zengd Péleidész Akhileuszét, / vészest, mely sokezer kínt szerzett minden akhájnak”) az Iliasz nem a trójai háború egészét, hanem annak csupán egyetlen epizódját beszéli el: Akhilleusz haragját és ennek pusztító következményeit. A mű címe Trója régi nevéből (Ἴλιον - Ilion) származik.

## Történeti háttere

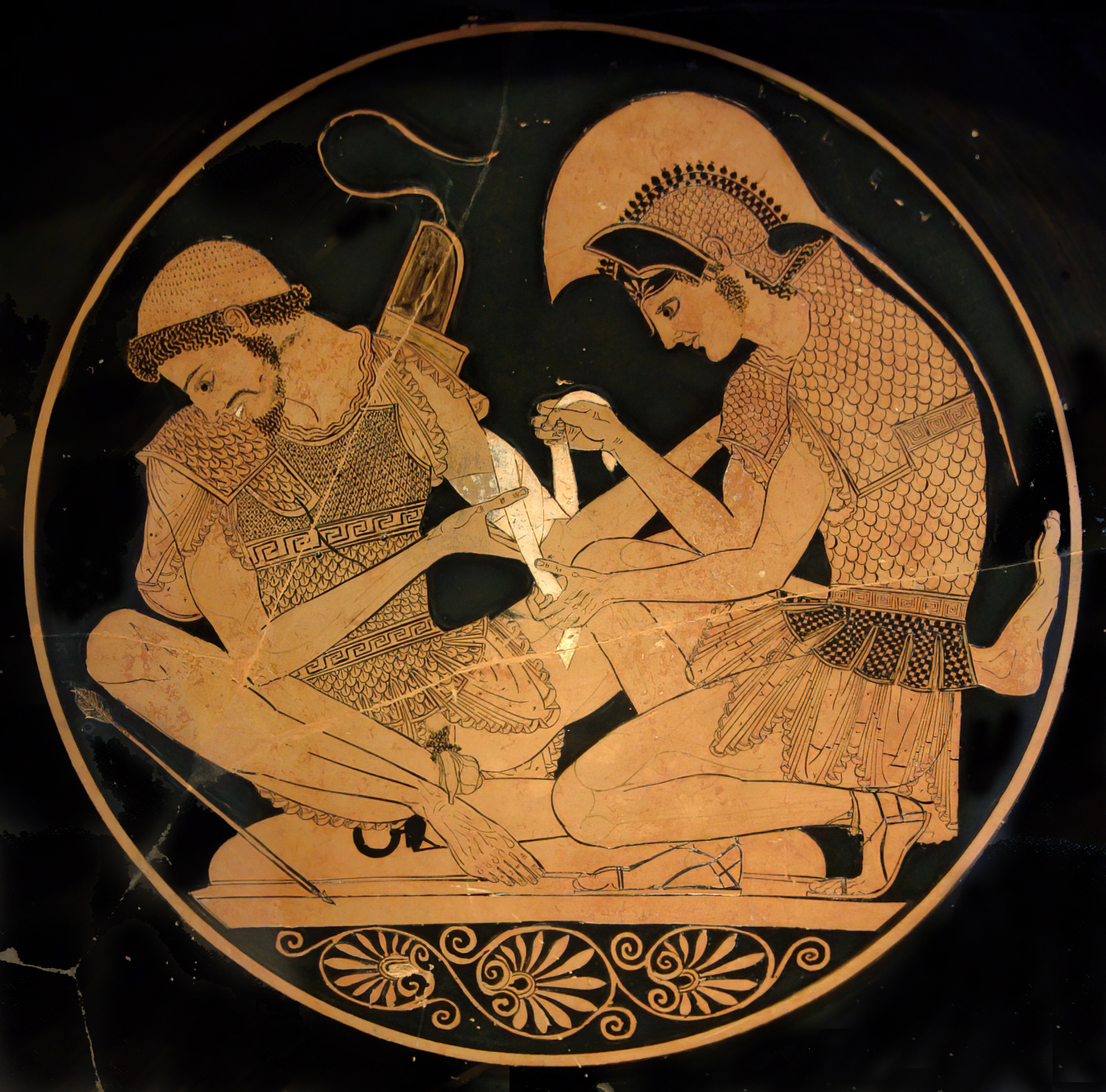
Akhilleusz és Patroklosz (Szosziasz vázafestő műve)

A trójai mondakör eseményeit egészen a 19. századig pusztán néphagyománynak, mítosznak tartották, mígnem az autodidakta régész Heinrich Schliemann megtalálta a történelmi Trója várost Homérosz művének leírása alapján. Az ásatások során napvilágra került romokat a tudomány mindeddig 12 rétegre osztotta, ebből az úgynevezett hetedik hatalmas háborús pusztítás nyomait viseli. Ezt a háborút i. e. 1200 körül viselték Kis-Ázsia nyugati részének legerősebb pontja, Trója ellen a dél-görögországi Mükéné vezetésével a görögök, akiknek sok évszázadon át tartó vándorlása során mindig kiszorultak a már előbb odatelepült görög törzsek. Ezek így, új hazát keresve gyarmatosító rajokban voltak kénytelenek Kis-Ázsia felé vonulni. 
Nagy győzelmük volt Trója ellen az a háború, annak eseményeit a mondakör örökítette meg.
A szájhagyományon kívül tárgyi bizonyítékok is igazolják Trójának és Mükénének a háborút megelőző kapcsolatait: míg az úgynevezett lineáris B írással írt táblákról a krétai leleteken a homéroszi istennevek egy része olvasható, addig a trójai gyökerűek között mükénéi eredetűek is vannak. Mükéné és Trója hosszan tartó kapcsolatát, s végül egymás elleni háborúját Homérosz azzal jellemzi, hogy a Tróját ostromló görög seregek fővezérének Agamemnónt, Mükéné királyát mondja. A legújabb nyelvészeti kutatások Homérosz nyelvezetében is igen sok mükénéi elemet tártak fel. A háború emlékét őrző szájhagyomány később a különböző görög törzsek leszármazási mondáival is bővült, ezek jelentősége abban állt, hogy a példaszerűen hősi elődöktől való dicső származás tudata erősítette a nemzetiségi összetartozást. Ahogy a genealógiai ének megőrizte a nemzetiségi rend emlékét, úgy a később kialakult trójai mondakör is a görög társadalom fejlődésének különböző szakaszait őrizte meg.
Homérosz történelemszemlélete kétsíkú: egyfelől az általa mitikus-történeti múltba állított események korának felidézése, másfelől az e felidézés mögül minduntalan előbukkanó homéroszi jelenkor, amelynek talán legszebb példája az Iliasz 18. énekében Akhilleusz pajzsának leírása, amelyben a békésen folyó emberi munka nyilvánvalóan nem a háború korát idézi. Lényegében e kettős szemléletből adódik az Akhilleusz személyének előtérbe állításakor keletkezett probléma: eredetileg Akhilleusz története nem volt a trójai mondakör szerves része. A meglehetősen önkényes motívumválasztást az indokolhatta, hogy szerepelnek benne olyan eredetmonda-elemek, amelyek az Iliaszt hallgató előkelőségek hősi dicsőségét támasztották alá.

## A trójai háború valósága
Bár csak feltételes módon, de ma már vannak elképzelések arról, hogy a trójai háború történeti dokumentumokban is említésre kerül, szereplői feltűnnek a hattuszaszi levéltár ékírásos levelezésében. Az óvatosságra azért van szükség, mert egy történelmi esemény és az arról fél évezreddel később keletkezett költői mű közti közvetlen kapcsolatokról van szó. Ennek ellenére is rengeteg kapcsolódási pont mutatható ki a Tavagalavasz és Manapa-Tarhuntasz által írt levelek, valamint az Alakszandusz-szerződés és a trójai háború között. Ha ez így igaz, a trójai háború egészen pontosan behatárolható módon III. Hattuszilisz és III. Tudhalijasz uralkodása alatt, i. e. 1245 és i. e. 1230 között játszódott le. A hosszú háborús periódus magyarázatot adhat a trójai háború 10 éves időtartamának motívumára is.
Ebben az időben a Hettita Birodalom szétzilálódott, két önálló hatalmi centrumra, Hattuszaszra és Tarhuntasszaszra esett szét. Anatólia nyugati területein már hosszú idő óta problémát okoztak a görög törzsek, mindenekelőtt az Ahhijava néven említett királyság, amely szinte bizonyosan az akhájokat takarja. Ahhijaváról azt tudni, hogy anatóliai exklávéjának központja Millavanda volt, de maga az állam a „tengeren túl” helyezkedett el. A földrajzi viszonyok figyelembe vételével nem zárható ki, hogy az anyaország ez esetben a görög szárazföld volt, Ahhijava pedig Mükénével azonos. Ilion országa és Trója városa Vilusza állammal és Taruisza várossal azonosítható. A terület közel van a Kaikosz folyóhoz, amelyet ekkoriban Szeha-folyó országának neveztek és Manapa-Tarhuntasz volt az uralkodója. Róla tudjuk, hogy egy ahhijavai királlyal közösen viselt hadat Vilusza ellen, amely utóbbi ország már legalább három évszázada a hettiták töretlen szövetségese volt.
Tavagalavasz – aki sok borsot tört a hettiták orra alá – talán közvetlenül azonosítható az orkhomenoszi Eteoklésszel, de a név mindenképp rokon. Orkhomenoszi királyok ez időben éppen Mükéné királyai is lehettek. Ahhijava nagy jelentőségét mutatja, hogy a hettita királyokkal azonos rangban említették királyaikat és a nagy király címet adták nekik. Ahhijava egyik név szerint említett királya Atriyaš, ami Atreusz nevével vonható párhuzamba, Agamemnón apjának nevével. Priamoszt általában egy Pariyamuwa luvi személynévvel hozzák összefüggésbe, míg Parisz görög neve Alexandrosz volt, aki talán azonos az Alakszandusz-szerződést megkötő személlyel. Vilusza utolsó uralkodója Valmusz volt, aki Millavandában keresett menedéket, miközben abban bízott, hogy III. Tudhalijasz visszahelyezi trónjára, ahogyan az eposzban Aineiasz menekült Trójából a nép maradékával.
Ezen párhuzamok mindegyike egyenként bizonytalan, talán cáfolható is, együttesen azonban meggyőző erővel bírnak arra vonatkozóan, hogy a trójai háború az i. e. 13. század végén az anatóliai akháj aktivitás egyik állomása. Ennek során a térség uralkodói felsorakoztak az egyik vagy a másik oldalon (akháj királyok és a Hettita Birodalom állandóan változó szövetségi rendszere) és a stratégiai szempontból rendkívül fontos Vilusza lett a célpont. Ahogyan Tróját bevették és elpusztították, úgy Vilusza is megszűnt ez idő tájt. Vilusza–Trója stratégiailag azért volt fontos, mert a tengeri kereskedelem fontos útvonala, a Dardanellák bejáratánál állt. Aki Tróját birtokolta, az ellenőrizte a Fekete-tenger kereskedelmét.

## Történet

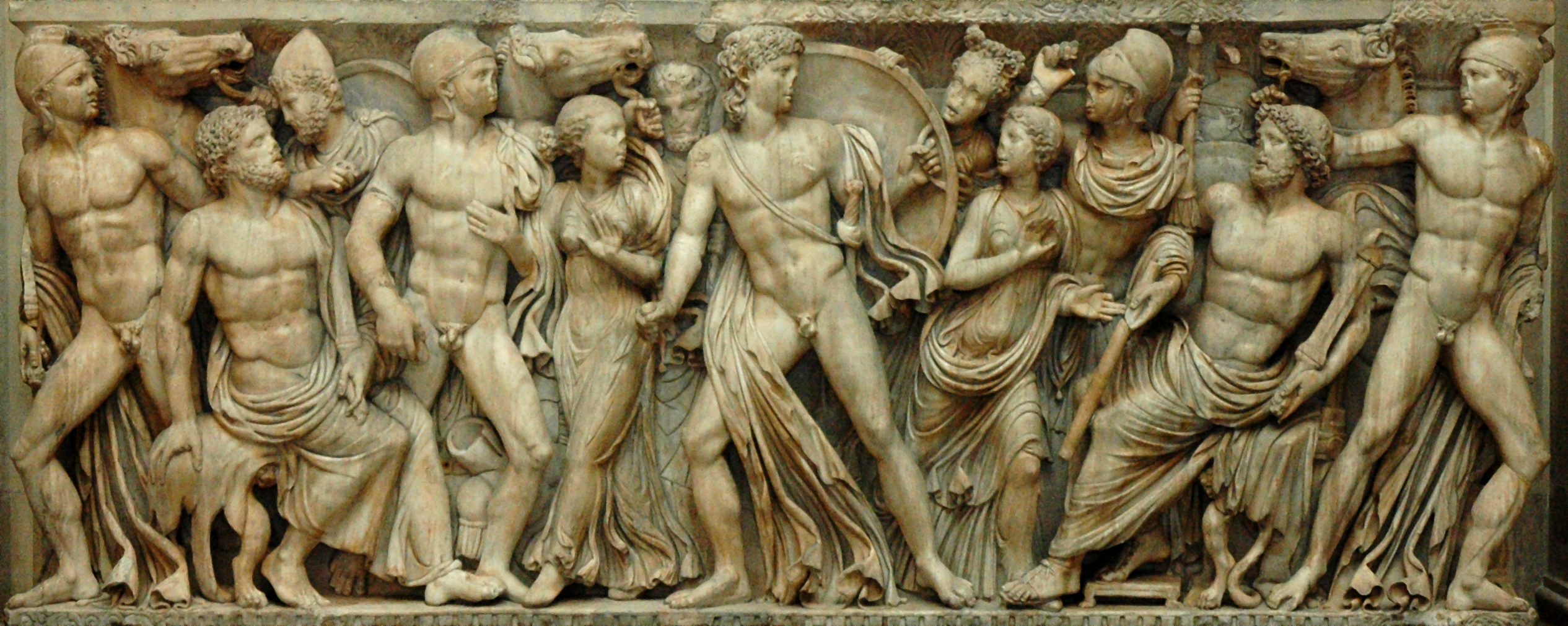
Akhilleusz Lükomédész udvarában (Attikai szarkofág részlete)

Az eposz nem a trójai mondakör egészét, hanem csupán a trójai háború utolsó, tizedik évének egyetlen epizódját – Akhilleusz haragját, és ennek következményeit – énekli meg 15685 hexameterben, 24 énekre van tagolva, úgy, hogy utalásokban az előzményeket és a következményeket is érzékelteti. A mindenképpen egyéni koncepcióra valló in medias res technikának már Horatius is nagy elismeréssel adózott az „Ars Poetica” című művében: szerinte Homérosz költői nagyságát bizonyítja az, hogy a történetet nem ab ovo gemino („Léda tojásainál”), azaz a történet mitikus magvának legelső motívumán kezdi. A költői szabadság nem csupán ebben nyilvánul meg, hanem abban is, hogy elhagyja a mondaanyagból mindazt, amire nincs szüksége.
Apollón isten, papjának megsértése miatt dögvészt bocsát a Tróját ostromló görög seregre. Összegyűlnek a sereg vezérei, ahol Akhilleusz követeli, hogy Agamemnón, a fővezér adja vissza az Apollón-pap leányát, aki Agamemnón rabnője lett. Agamemnón ezt csak úgy teljesíti, hogy elveszi Akhilleusz zsákmányrészét, Briszéiszt. Akhilleusz haragjában megtagadja a részvételt a harcban mindaddig, amíg megfelelő elégtételt nem kap. Kérésére anyja, Thetisz istennő kieszközli Zeusznál, hogy a görög seregeket egyre újabb vereségek érjék, hogy Agamemnón belássa: semmire sem megy Akhilleusz nélkül. Eleinte a kiváló hősök, különösen Diomédész, pótolni tudják Akhilleuszt, s Héra, a görögöket pártoló istennő is mindent megtesz, hogy a görögök győzhessenek, végül mégis érvényesül Zeusz akarata, s a trójaiak Hektór, a királyfi vezetésével diadalmasan visszaszorítják az ostromlókat. Agamemnón már kész lenne elégtételt adni Akhilleusznak, de az megmakacsolja magát, nem akar harcba menni és az életét kockáztatni. Végül hozzájárul ahhoz, hogy legjobb barátja, Patroklosz az ő fegyvereiben induljon harcba. Patroklosznak először sikerül a trójaiakat visszaszorítani, de azután Apollón fegyvereivel Hektór megöli őt, és megfosztja fegyvereitől. Barátja elvesztése feletti fájdalmában és haragjában Akhilleusz harcba indul. Anyja kérésére Héphaisztosz új fegyvereket kovácsol neki, s ő szörnyű vérengzést visz végbe a trójaiak közt, végül megöli Hektórt, s hogy bosszúvágyát csillapítsa, meggyalázza a holttestet. Fájdalma csak akkor oldódik, amikor az istenek intésére a fia holttestéért könyörgő agg Priamosz királynak kiadja a testet.

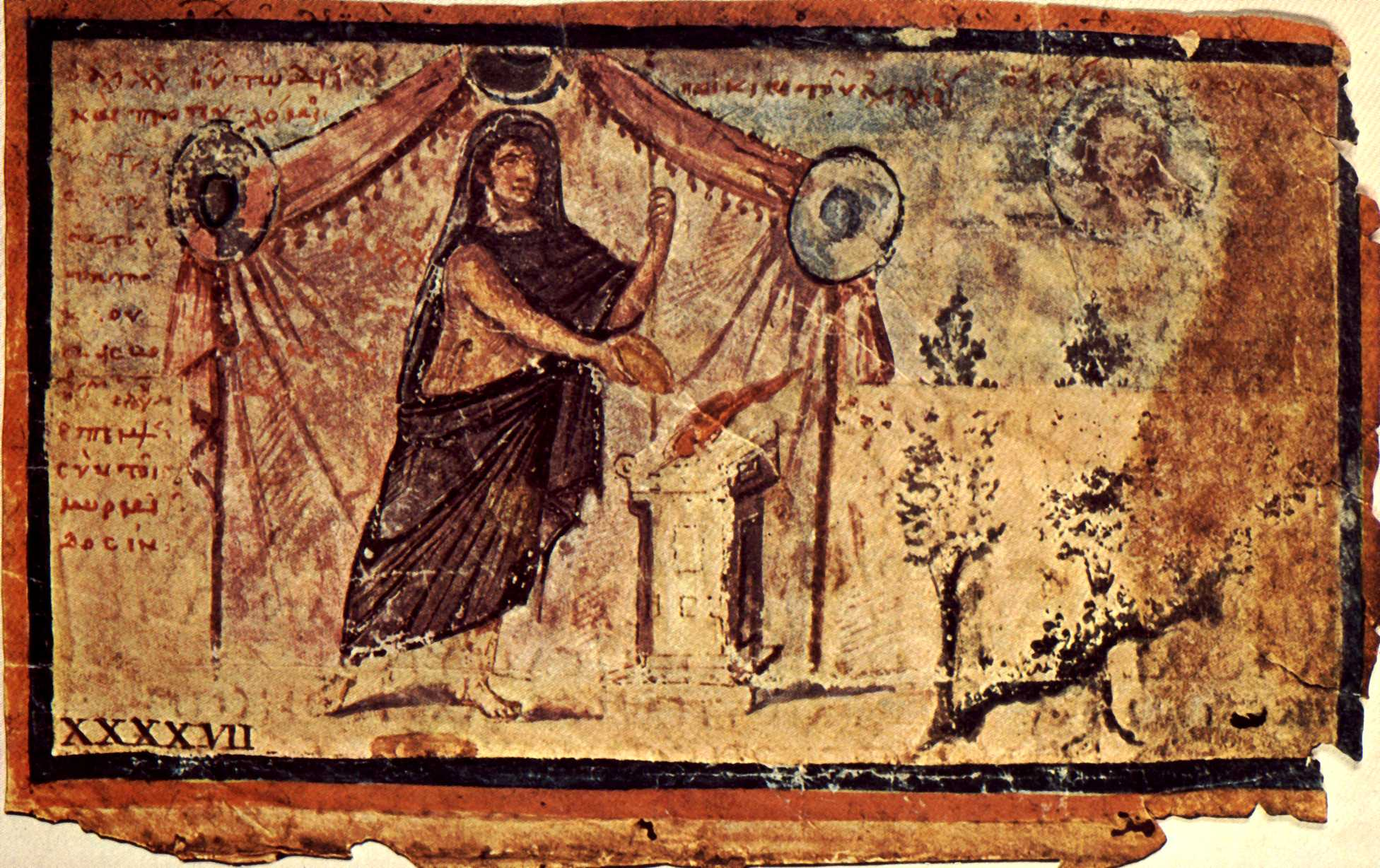
Akhilleusz áldozatot mutat be Zeusznak az 5. századi Ilias Ambrosiana kódex ábrázolásán.

Az eposzban Agamemnón Akhilleuszt büszkeségében, tiszteletében sértette meg. A heroikus alapokon nyugvó arisztokrácia kiváltságos helyzetét az igazolta, hogy tetteiben méltó volt az egész közösség által elismert kiemelkedő hősökhöz, ennek a közösség részéről jövő elismerése volt a hírnév és a tisztelet. Érthető, hogy a hősök erre kínosan ügyeltek, hiszen ez társadalmi helyzetük egyik erkölcsi és anyagi pillére volt, Akhilleusznak tehát végeredményben igaza volt, amikor felháborodott Agamemnón tettén. Magatartása azonban ennek az értékrendszernek a válságát is mutatja: a tisztelet és a hírnév ugyanis eredetileg annak járt ki, aki kiváló tettet, tetteket hajtott végre a közösség érdekében, Akhilleusz azonban ennek a tiszteletnek védelmében épp a közösséget hagyta cserben, a hírnév így puszta öncéllá vált. E ponton ismét igen tisztán érezhető a kettős történelmi tükrözés: Homérosz korának már nem volt szüksége a katonai arisztokrácia régi értelemben vett nagy tetteire, s bár a létfenntartásért folytatott háború idején még volt tényleges funkciója a hírnévnek és a tiszteletnek, az ezt az ideált megtestesítő Akhilleusz tetteit a költő már saját kora szempontjából ítélhette meg. Akhilleusz úgy kezd kiszakadni a közösségből, ahogy a költő korának katonai arisztokráciája kezd kiválni az össznemzetségi közösségből. Így jut el a hősi ideál oda, hogy saját életét félti, s helyzetének fonák mivoltára csak akkor ébred rá, amikor elveszíti barátját, Patrokloszt, aki ugyanúgy miatta hal meg, mint sok más bajtársa. Emiatt érzi a kegyetlen bosszúvágyat, jóvá akarja tenni a jóvátehetetlent, de mardosó érzéseitől csak akkor tud megszabadulni, amikor visszatér kora emberi közösségének normáihoz, s visszaadja Hektór holttestét apjának.

## Hatása
Az Iliász világirodalmi hatása szinte felmérhetetlen. Valamennyi európai eposznak alapmintául szolgált; témája, szöveghelyei megjelennek számos más alkotásban, többek között a Faustban, az Isteni színjátékban és Schiller Haramiák című drámájában, de az V. énekben leírt Glaukosz-Diomédész fegyvercsere megihlette Janus Pannonius költőt is.

### Film
Wolfgang Petersen Trója című, 2004-ben bemutatott filmjének alapjául Homérosz műve szolgált.